# Innenstadtring (Leipzig)
Koordinaten: 51° 20′ 26,2″ N, 12° 22′ 34″ O

Die Innenstadt Leipzigs mit dem Ring

Der Innenstadtring in Leipzig (auch kurz „Ring“ genannt) im Stadtbezirk Mitte ist die Ringstraße um die Leipziger Innenstadt. Er umschließt das nur 0,7 km² große Gebiet der mittelalterlichen Kernstadt ohne die seinerzeitigen Vorstädte.

## Geschichte

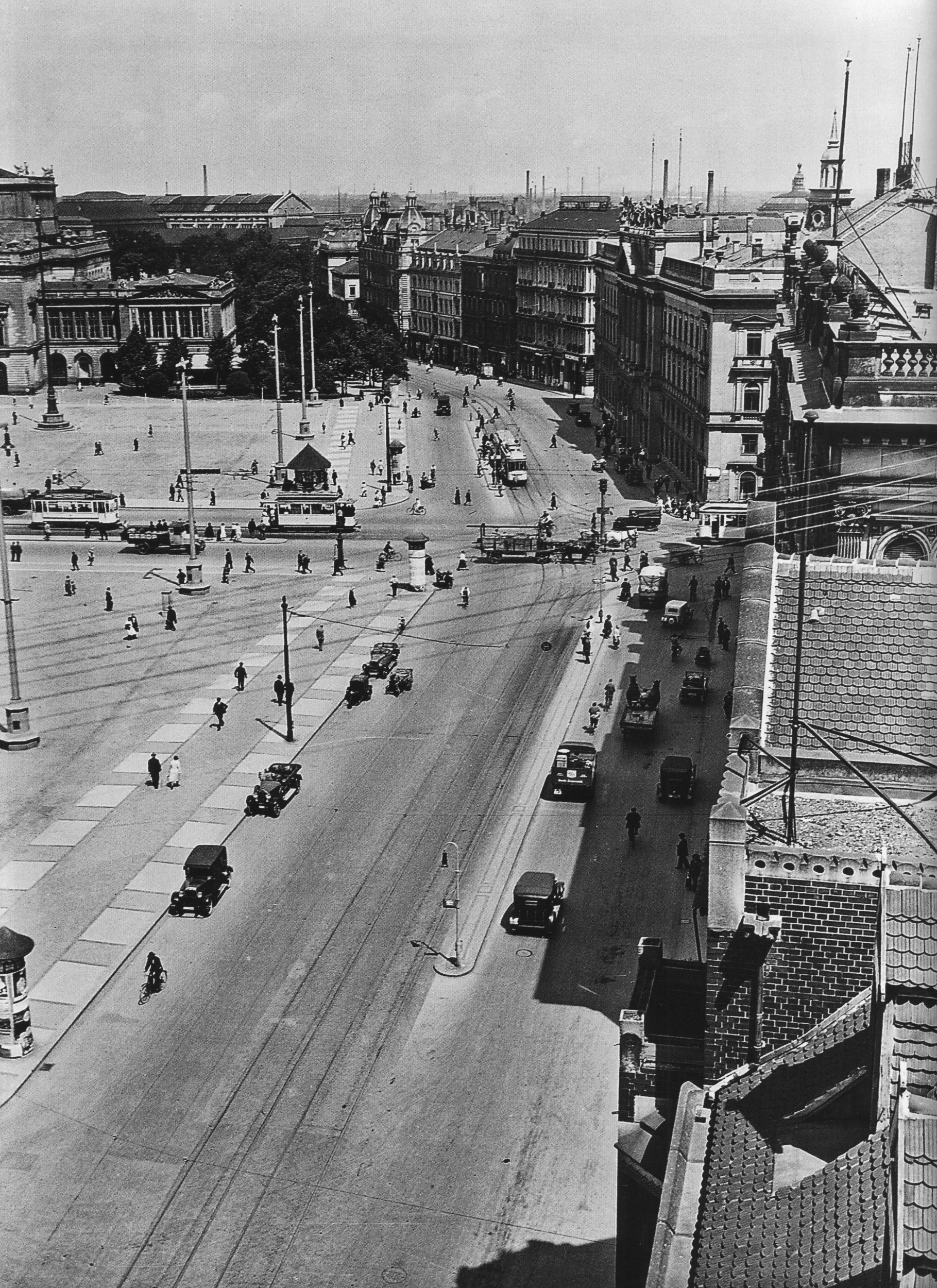
Georgiring mit Augustusplatz, Ansicht vom Europahaus (um 1930)

Der Innenstadtring zeichnet fast vollständig den Verlauf der ehemaligen Stadtbefestigungen nach, die nach dem Siebenjährigen Krieg (1756–1763) geschleift wurden. Markante Eckpunkte innerhalb der Stadtbefestigung waren die Stadttore, deren Bezeichnung sich vom Ring ausgehend als Straßennamen erhalten haben. Bereits seit Beginn des 18. Jahrhunderts fanden Begrünungen der Befestigungswerke mit Alleen statt, welche bis zur Mitte des Jahrhunderts einen teils mehrreihigen Promenadenring bildeten. Der Name übertrug sich auf die späteren gärtnerisch gestalteten Anlagen, welche bis heute innerhalb des Straßenringes die Innenstadt nahezu vollständig umgeben. Der Promenadenring ist der älteste kommunale Landschaftspark Deutschlands
und eines der wichtigsten Garten- und Kulturdenkmale Leipzigs. Der Ausbau zum Verkehrsring erfolgte 1904–1912. Ab 1925 entwickelte Hubert Ritter (1886–1967) das Konzept der Ringcity.
Während der Wendezeit 1989 führten die Montagsdemonstrationen vom Augustusplatz fast über den gesamten Ring.

## Verlauf

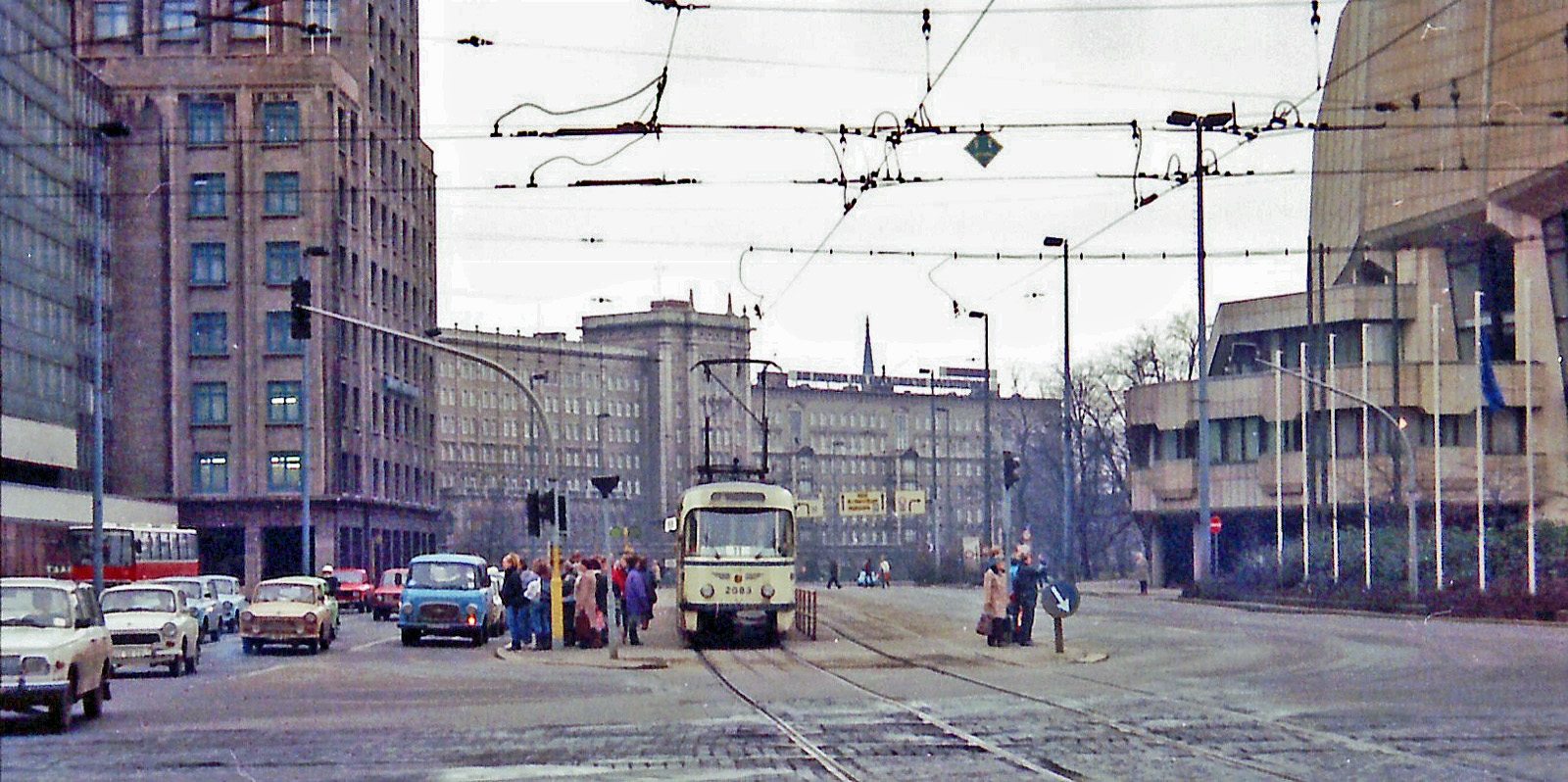
Januar 1990, der Ring mit Gewandhaus (rechts) und Ringbebauung (hinten)

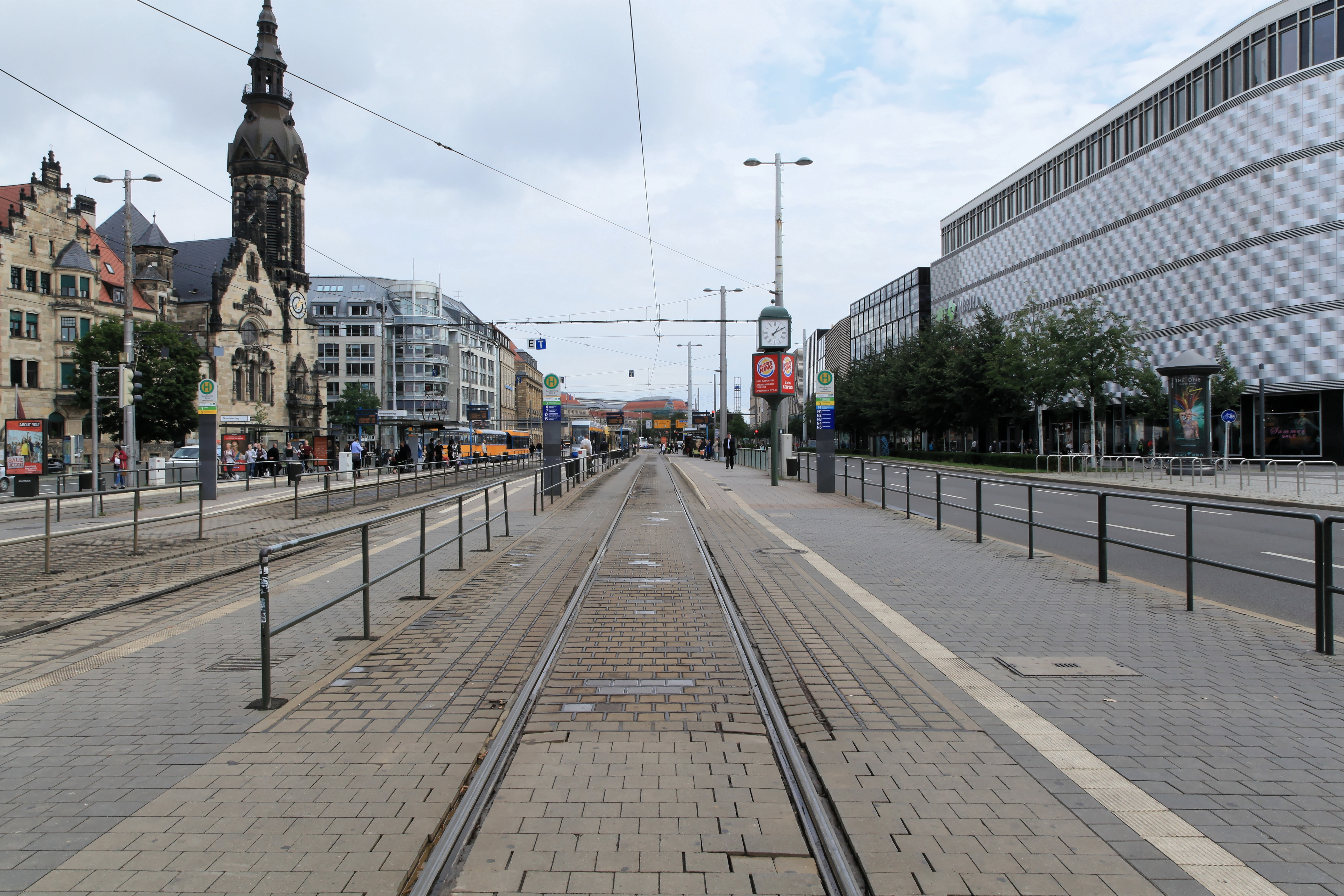
Die Straßenbahnhaltestelle Goerdelerring auf dem Tröndlinring zwischen der Reformierten Kirche und den Höfen am Brühl (2016)

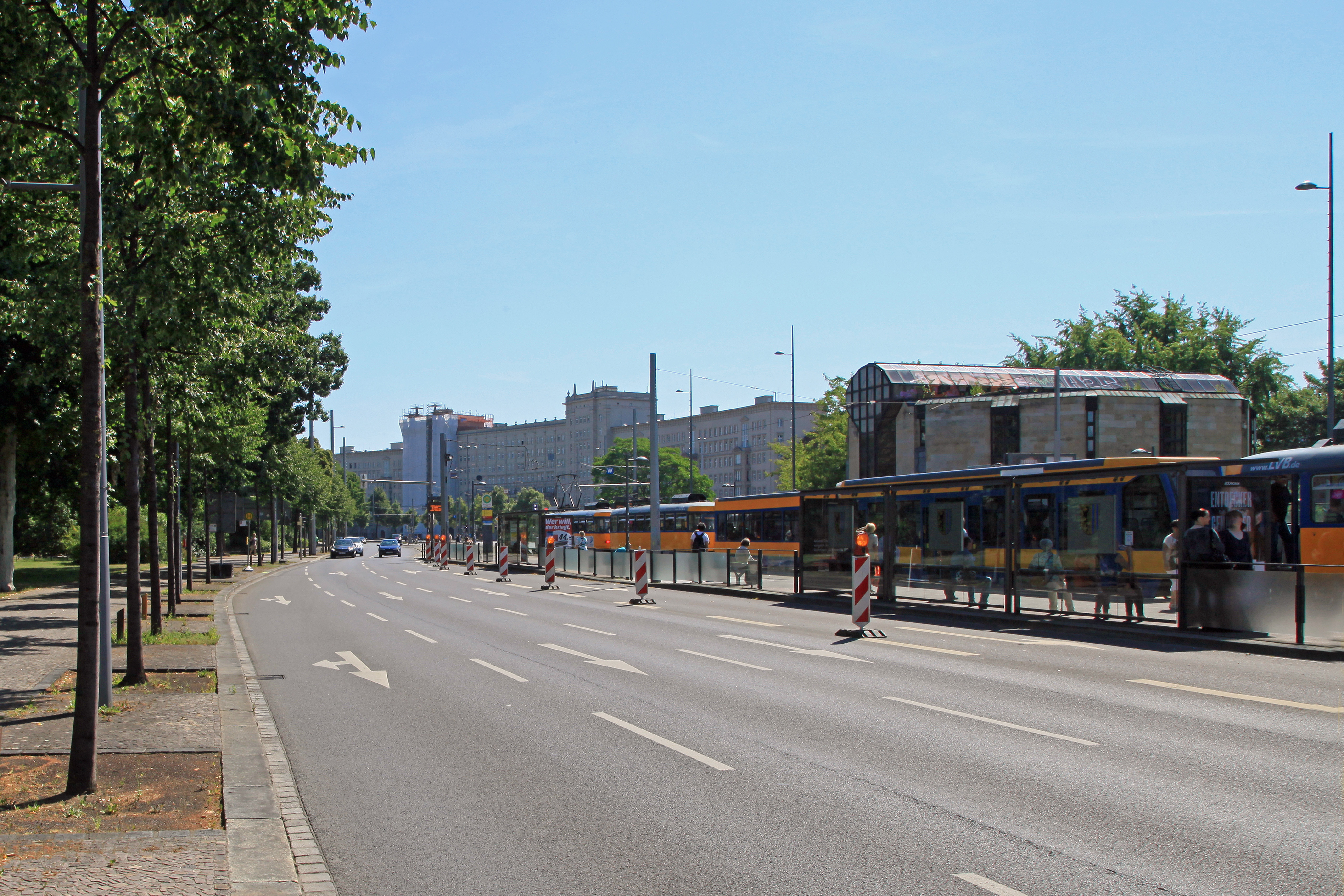
Der Ring mit Straßenbahnhaltestelle Wilhelm-Leuschner-Platz (2015)

Der insgesamt etwa 3,6 Kilometer lange Straßenring ist heute als vier- bis sechsspurige Straße mit durchgehendem Straßenbahngleiskörper angelegt und besteht aus folgenden Abschnitten (im Uhrzeigersinn am Hauptbahnhof beginnend):
- dem 1133 Meter langen[5][7] Willy-Brandt-Platz (nach dem Bundeskanzler Willy Brandt; vormals Platz vor dem Thüringer Bahnhof, Blücherplatz, Karl-Legien-Platz und Platz der Republik) vor dem Hauptbahnhof
- dem 750 Meter langen[8] Georgiring (nach dem Leipziger Oberbürgermeister Otto Georgi; vormals Bahnhofstraße), der in Nord-Süd-Richtung verläuft
- der 305 Meter langen Ostseite[9] des Augustusplatzes (nach dem sächsischen König Friedrich August I.; vormals Grimmaischer Thorplatz und zwischenzeitlich Karl-Marx-Platz), die sich von der Hauptfassade der Oper bis zum Europahaus erstreckt
- dem sich südlich anschließenden 409 Meter langen Roßplatz (samt der sozialistisch-klassizistischem Ringbebauung) mit Wendung nach Westen. Der nördlich anliegende „Schillerpark“ wurde 1857 von Peter Joseph Lenné gestaltet.
- der 107 Meter langen Nordseite[10] des Wilhelm-Leuschner-Platzes (nach dem sozialdemokratischen Politiker Wilhelm Leuschner; vormals Königsplatz).
- dem 593 Meter langen Martin-Luther-Ring (nach dem Reformator Martin Luther; vormals Obstmarkt, An der Pleiße und Rathausring) im Verlauf von Ost nach West, der sich vor dem Neuen Rathaus in Richtung Norden wendet und sich im Abschnitt Wilhelm-Leuschner-Platz–Nonnenmühlgasse sowie ab der Lotterstraße in eine Haupt- und eine Nebenführung teilt[11]
- dem 468 Meter langen und von einer Grünanlage in einen Haupt- und Nebenverlauf[12] geteilten Dittrichring (nach dem Leipziger Oberbürgermeister Rudolf Dittrich; vormals An der Pleiße und Thomasring), der auch die Thomaskirche passiert, der gegenüber die Gottschedstraße einmündet
- dem 361 Meter langen östlichen Abschnitt[13] des Goerdelerrings (nach dem Leipziger Oberbürgermeister Carl Friedrich Goerdeler; vormals die eigenständigen Plätze Fleischerplatz und Schulplatz, welche 1945 zum Friedrich-Engels-Platz zusammengefasst wurden), der den Verlauf nach Passieren der „runden Ecke“ in nordöstlicher Richtung fortsetzt – der zwischen Pfaffendorfer Straße und Jacobstraße westlich verlaufende, in den Ranstädter Steinweg übergehende Abschnitt des Goerdelerrings kann wegen der nach dem Zweiten Weltkrieg veränderten Straßenführung nicht mehr dem eigentlichen Innenstadtring zugerechnet werden
- und schließlich dem 827 Meter langen,[14] in West-Ost-Richtung verlaufenden Tröndlinring (nach dem Leipziger Oberbürgermeister Carl Bruno Tröndlin; vormals Am Löhrschen Platze) zwischen Pfaffendorfer Straße und Gerberstraße, der dann wieder in den Willy-Brandt-Platz mündet.

## Letzte Straßenbenennungen
| Straße                  | Beschlussfassung  | Inkrafttreten     | Anmerkung                                               |
| ----------------------- | ----------------- | ----------------- | ------------------------------------------------------- |
| Willy-Brandt-Platz      | 16. November 1993 | 18. Dezember 1993 |                                                         |
| Georgiring              |                   | 1899              |                                                         |
| Augustusplatz           | 2. Oktober 1990   | 3. Oktober 1990   |                                                         |
| Wilhelm-Leuschner-Platz | 1. August 1945    | 1. August 1945    |                                                         |
| Martin-Luther-Ring      | 3. November 1933  | 10. November 1933 |                                                         |
| Dittrichring            | 3. November 1917  | 22. Dezember 1917 |                                                         |
| Goerdelerring           | 19. November 1991 | 1. Januar 1992    | nur Umbenennung Friedrich-Engels-Platz in Goerdelerring |
| Tröndlinring            | 20. Juni 1908     | 1. Januar 1909    |                                                         |

## Bedeutung des Innenstadtrings im Straßennetz der Stadt Leipzig

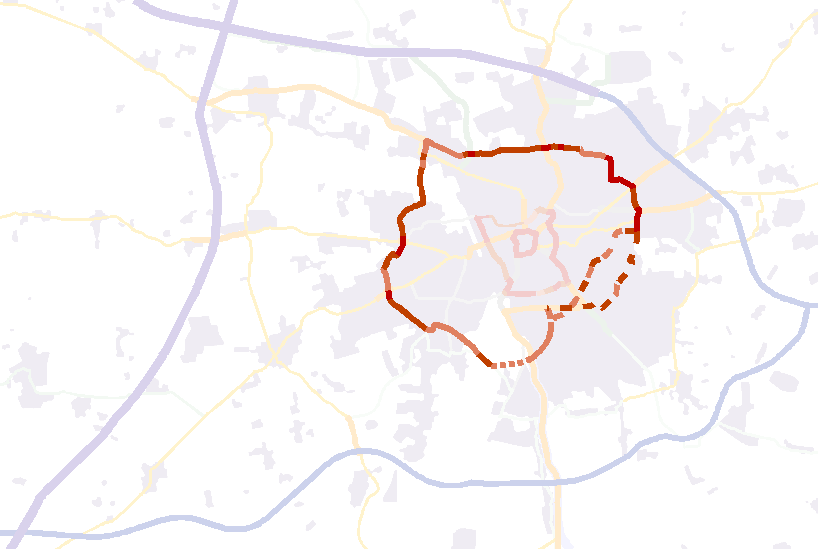
Ringstraßen in Leipzig, ganz innen der Innenstadtring

Der Innenstadtring hatte 2015, je nach Abschnitt, eine Verkehrsbelastung von 26.000 bis 50.000 Kfz / 24 Stunden. Der Innenstadtring ist im Ringsystem des Leipziger Straßennetzes der innerste Ring (s. Abbildung Ringstraßen in Leipzig). Auf der Abbildung ist als weiterer Ring das Tangentenviereck zu erkennen, dann, farblich hervorgehoben, der (unvollendete) Mittlere Ring und ganz außen die Autobahn. Über den Innenstadtring verlaufen die Bundesstraßen 6 (Willy-Brandt-Platz) und 87 (Tröndlinring). Die Bundesstraße 2 verlief ebenfalls über den Innenstadtring, bevor von der Berliner Brücke im Norden aus die Verbindung über die Rackwitzer Straße, die Ost- und Südseite des Tangentenvierecks befahrbar war. Der Ausbaugrad des Innenstadtrings entspricht dieser großen Verkehrsbelastung (72.800 Kfz / 24 Stunden am Knoten Gerberstraße (Hallesches Tor), 30.700 Kfz / 24 Stunden am Knoten Thomaskirchhof / Gottschedstraße).

## Radverkehr

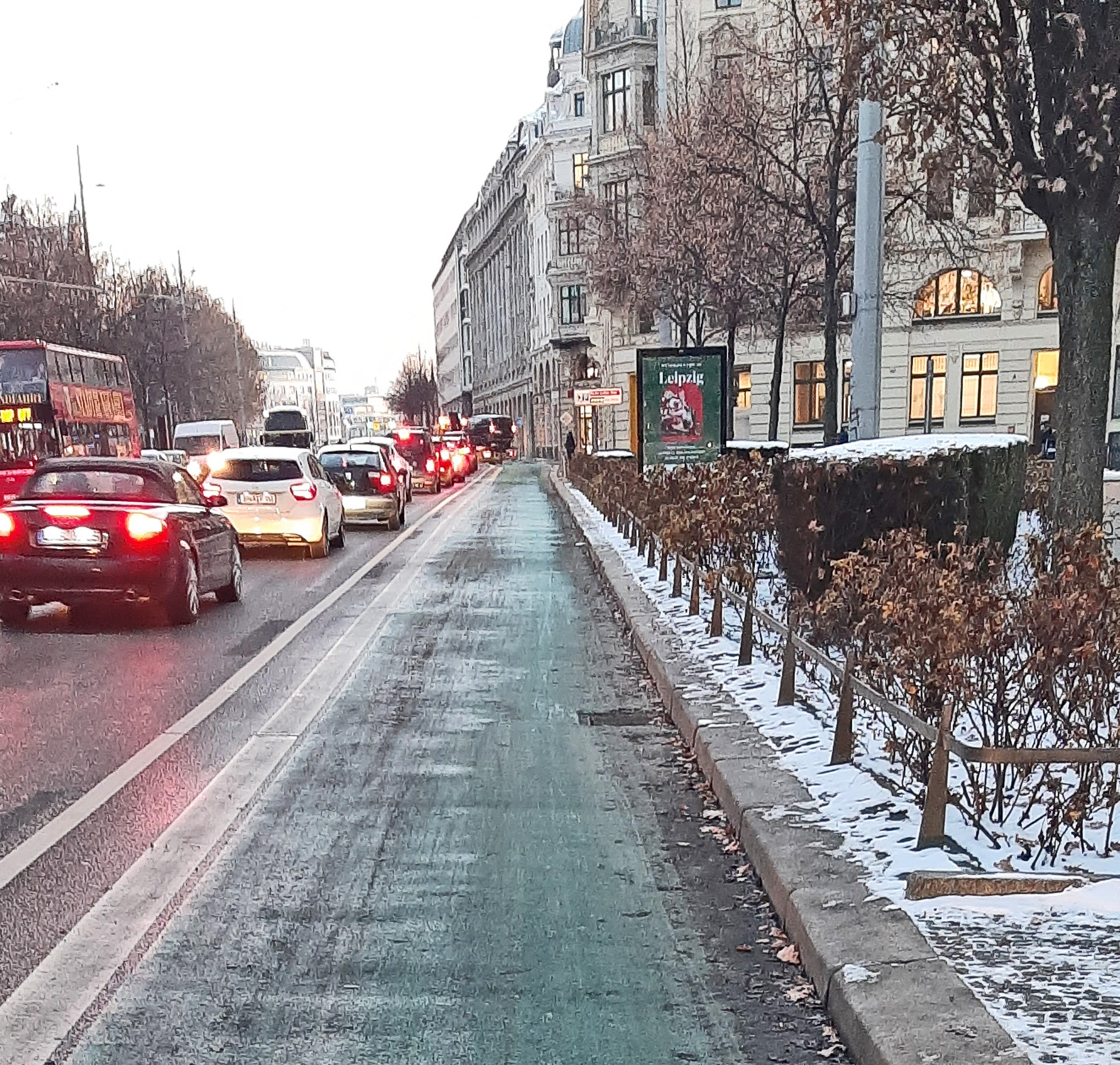
Grüner Radstreifen am Martin-Luther-Ring (2022)

Seit 1975 war für den Innenstadtring durch das StVO-Zeichen 275  eine Mindestgeschwindigkeit von 40 km/h angeordnet. Am 17. Februar 2011 wurden von der Straßenverkehrsbehörde der Stadt Leipzig die Anordnung einer Mindestgeschwindigkeit aufgehoben, die Schilder entfernt sowie eine Beschilderung mit dem StVO-Zeichen 254  (Verbot für den Fahrradverkehr) verfügt. Am 22. November 2012 legte ein Kläger Widerspruch gegen das Verbot des Radfahrens auf der Fahrbahn auf bestimmten Abschnitten des Promenadenrings ein. Er obsiegte vor dem Sächsischen Oberverwaltungsgericht. Die Stadt Leipzig setzt das Urteil, begleitet von angeregten Diskussionen in der Öffentlichkeit, abschnittsweise um. Seit 2022 werden schrittweise auf den Abschnitten des Rings grün eingefärbte Radfahrstreifen angelegt.

## Anstrengungen zur Reduzierung der Verkehrsmenge
Die Stadt Leipzig hat zusammen mit anderen Städten aus Polen, Tschechien, Italien und Spanien von 2014 bis 2020 am EU-Projekt DEMO-EC (Development of sustainable Mobility Management in European Cities) teilgenommen. Der Beitrag der Stadt Leipzig war eine Untersuchung über die Erweiterung der autoarmen Innenstadt (Enlargement of car reduced downtown in the inner city of Leipzig). Die Thematik wurde interdisziplinär von der Stadt-, Verkehrs- und Umweltplanung angegangen. Studierende der Bauhaus-Universität Weimar entwickelten im Wintersemester 2018/19 städtebauliche Entwürfe unter dem Motto Den Ring neu erfinden, die dokumentiert sind. Dabei gab es einerseits eine Rückbesinnung auf die Vorgeschichte des Rings als grüner Promenadenring, andererseits eine Vorschau auf künftig erwartete Entwicklungen. Der Modal Split in Leipzig verändert sich in Richtung eines stark wachsenden Anteils des Radverkehrs. Es wird eine starke Einwohnerzunahme gerade auch im Stadtbezirk Mitte prognostiziert (2015: 61.977 Einwohner, Prognose für 2030: 82.549 Einwohner), wodurch wiederum mit einer Zunahme der Verkehrsmenge gerechnet werden muss.